# Ruud Boffin
Pour les articles homonymes, voir Boffin.
Ruud Boffin, est un footballeur belge, né le 5 novembre 1987 à Saint-Trond. Il évolue actuellement à l'Antalyaspor comme gardien de but.

## Biographie
Né dans le Limbourg, Boffin quitte Genk en 2005 pour le club néerlandais du PSV Eindhoven, sans parvenir à s'imposer. Prêté aux voisins du FC Eindhoven lors de la saison 2007-08, il est ensuite cédé au MVV Maastricht à l'entame de la saison suivante. 
Il joue près de 60 matches en 18 mois pour le club limbourgeois, mais est prêté six mois à Venlo en janvier 2010. Il quitte les Pays-Bas pour l'Angleterre et le club de West Ham, sans parvenir à devenir titulaire. Barré par l'international anglais Robert Green, il ne joue que trois petites rencontres pour le club en deux ans. A l'échéance de son contrat, il s'envole pour la Turquie et le club d'Eskisehirspor.
En septembre 2016, à la 87e minute de la rencontre entre son club et Umraniyespor, le portier belge dégage un long ballon vers l'avant, qui surprend le dernier rempart adverse. C'est à ce jour le seul but de la carrière du gardien.
En juin 2017, Ruud Boffin signe avec le club de D1 turque d'Antalyaspor.

## Palmarès
Vierge